# Always Outnumbered, Never Outgunned
Always Outnumbered, Never Outgunned är ett musikalbum från 2004 av big beat-gruppen The Prodigy. Albumets titel är en referens till Walter Moselys bok Always Outnumbered, Always Outgunned.
Den enda Prodigy-medlem som medverkar på albumet är Liam Howlett.

## Låtlista
1. Spitfire (5.07)
2. Girls (4.06)
3. Memphis Bells (4.28)
4. Get Up Get Off (4.19)
5. Hotride (4.35)
6. Wake Up Call (4.55)
7. Action Radar (5.32)
8. Medusa's Path (6.08)
9. Phoenix (4.38)
10. You'll Be Under My Wheels (3.56)
11. The Way It Is (5.45)
12. Shoot Down (4.28)
13. More Girls (bonuslåt på den japanska utgåvan; 4.26)